# Hippopsis pradieri
Hippopsis pradieri är en skalbaggsart som beskrevs av Guérin-Méneville 1844. Hippopsis pradieri ingår i släktet Hippopsis och familjen långhorningar. Inga underarter finns listade i Catalogue of Life.